# Grigorij Baklanov

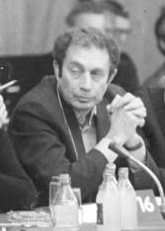
Grigorij Baklanov

Grigorij Baklanov (ryska: Григорий Бакланов) född 11 september 1923 i Voronezj, död 23 december 2009 i Moskva, var en rysk författare.
Baklanov deltog som officer i andra världskriget. Studerade vid litteraturinstitutet i Moskva 1946-1951. 1942 blev han medlem i kommunistpartiet. 1986 fick han en post i författarförbundets presidium. Han var chefredaktör för tidskriften Znamja.